# Los cuatro hijos de Adán
Los cuatro hijos de Adán (título original: Adam had four sons) es una película de drama y romance estadounidense dirigida por Gregory Ratoff. Fue estrenada en 1941 y entre sus protagonistas se encuentra Ingrid Bergman y Warner Baxter.

## Argumento
A principios de 1905, la institutriz francesa Emilie Gallatin (Ingrid Bergman) es contratada para cuidar de una lujosa mansión familiar y de los cuatro hijos del adinerado Adam Stoddard (Warner Baxter) y su esposa, Molly Stoddard (Fay Wray). Las cosas no podrían ser más perfectas, hasta que en 1907, primero Molly muere y luego la bolsa se desploma, acabando con la fortuna de los Soddard. Emilie se ve obligada a volver a casa, a Francia. La despedida es difícil, ya que los adolescentes -Jack Stoddard (Billy Ray), David Stoddard (Steven Muller), Chris Stoddard (Wallace Chadwell) y Phillip Stoddard (Bobby Walberg)- habían llegado a depender más de Emilie tras la pérdida de su madre, y ésta se había enamorado de Adam. Siete años más tarde, justo antes del comienzo de la Primera Guerra Mundial, la fortuna de la familia ha mejorado, y Adam insiste con Emilie para que vuelva y se quede como parte de la familia, preservándola de los previsibles destinos de la guerra. Los cuatro chicos son adultos, y todos sirven en varias ramas del ejército - Jack Stoddard (Richard Denning), David Stoddard (Johnny Downs ), Chris Stoddard (Robert Shaw), Phillip Stoddard ('Charles Ling'). Mientras tanto, David, el segundo hijo, trae a casa a su despreocupada y buscadora de oro esposa llamada Hester (Susan Hayward). Para empeorar las cosas, ella viene a vivir a la casa familiar mientras David está en la guerra. Hester degrada a Emilie, engaña a Adam haciéndole creer que es una jovencita dulce y engaña a David intentando seducir a su hermano Jack, que no quiere saber nada de ella. Una noche, el padre ve la silueta de los supuestos amantes, pero antes de que pueda identificarlos, Emilie entra en la habitación desde otra puerta y finge que era ella, y no Hester, la que estaba con Jack. Este encubrimiento de Jack tensará las relaciones de Emilie tanto con los chicos como con Adam, y la convierte en un blanco fácil para la golfa Hester. La guerra interna entre la institutriz y Hester culmina en una pelea sin cuartel. Adam se pone involuntariamente del lado de Hester, que derrama lágrimas de cocodrilo sobre su hombro (con un revelador primer plano en el que ella muestra una malvada sonrisa por encima de su hombro) mientras él la consuela. La personalidad maliciosa de Hester se revela a una tía visitante, Phillippa, la prima de Adam (Helen Westley), y Hayward queda expuesta como una zorra incontrolable.